# Surinaamse parlementsverkiezingen 1920
De Surinaamse parlementsverkiezingen in 1920 vonden plaats in de periode van februari tot en met april van dat jaar. 
Er konden vier leden voor de Koloniale Staten gekozen worden in verband met het periodiek aftreden van A.R. Bueno, J.R.C. Gonggrijp, W. Kraan en S.D. de Vries.
Bij enkel kandidaatstelling werden gekozen J.R.C. Gonggrijp, W. Kraan, H.J. Terheggen en J. Vogt. Nog voor deze geïnstalleerd waren stapten P.A. May, A.F.C. Curiel en R.D. Simons op. Daarop werd P.A.A. Bucaille bij enkel kandidaatstelling gekozen als opvolger van May. Voor de andere twee vacatures waren drie kandidaten. Bij de eerste ronde in april 1920 waren er 404 geldig uitgebrachte stembiljetten waarbij een kiezer voor meer dan een kandidaat kon stemmen. Er waren twee zetels te verdelen en om in de eerste ronde gekozen te kunnen worden had een kandidaat de stem nodig van meer dan de helft van de geldig uitgebrachte stembiljetten (minstens 203 stemmen). Twee kandidaten voldeden aan die voorwaarde zodat er geen tweede ronde nodig was. Gekozen werden J.J. Leys met 227 stemmen en P. Westra met 220 stemmen. De derde kandidaat, J.J. Weeda, kreeg maar 169 stemmen.
Na deze verkiezingen had de Staten van Koloniale Staten de volgende dertien leden:
| Naam             | Gepland jaar van aftreding | Bijzonderheden                       |
| ---------------- | -------------------------- | ------------------------------------ |
| J.R. Thomson     | 1922                       | voorzitter                           |
| J.R.C. Gonggrijp | 1926                       | vicevoorzitter                       |
| J.A. Dragten     | 1922                       | in 1921 opgevolgd door H.A. Pet      |
| D.S. Huizinga    | 1922                       |                                      |
| J.J. Leys        | 1922                       |                                      |
| P. Westra        | 1922                       | in 1921 opgevolgd door A.G. Putscher |
| P.A.A. Bucaille  | 1924                       |                                      |
| W.P. Hering      | 1924                       |                                      |
| H.J. van Ommeren | 1924                       |                                      |
| E.Th.L. Waller   | 1924                       |                                      |
| W. Kraan         | 1926                       |                                      |
| H.J. Terheggen   | 1926                       |                                      |
| J. Vogt          | 1926                       | in 1921 opgevolgd door E.R. de Vries |